# Clare Daly
Clare Daly (Newbridge, Comtat de Kildare, Irlanda, 16 d'abril del 1968) és una política irlandesa. Membre del partit polític Independents 4 Change, que forma part del grup parlamentari europeu Esquerra Unitària Europea/Esquerra Verda Nòrdica, ha estat diputada europea per la circumcripció de Dublín d'ençà del juliol del 2019. Anteriorment fou diputada a la cambra baixa irlandesa (Teachta Dála) del 2011 al 2019. Daly va ser elegida pel Partit Socialista (Irlanda) per la circumcripció de Dublín Nord a les eleccions generals del 2011. L'agost del 2012 va dimitir del Partit Socialista i es va integrar al United Left Alliance.
Com a ponent de l'informe del Parlament Europeu sobre drets fonamentals, Daly ha denunciat el 24 de novembre del 2020 el fet que li hagi estat negat d'expressar la seva opinió a la nota explicatòria del document sobre la situació dels presos polítics catalans a l'estat espanyol.
El 29 d'abril de 2021, Clare Daly va presentar una carta al Parlament Europeu dirigida al govern espanyol que ha estat signada per més de 250 eurodiputats i diputats d'arreu del món. Aquesta carta insta que es dugui la amnistia pels líders independentistes a la presó o a l'exili i també demana que s'aturi «la persecució als molts independentistes que encara tenen causes judicials obertes».